# Żeronice
Żeronice [pronunciación en polaco: /ʐɛrɔˈnit͡sɛ/] es un pueblo ubicado en el distrito administrativo de Gmina Dobra, dentro del Distrito de Turek, Voivodato de Gran Polonia, en el oeste de Polonia central. Se encuentra aproximadamente a 7 kilómetros al norte de Dobra, a 12 kilómetros al sureste de Turek, y a 128 kilómetros al sureste de la capital regional Poznań.